# 罗泽斯
罗泽斯（法語：Rozès，法語發音：[ʁozɛs]）是法国热尔省的一个市镇，属于孔东区。

## 地理
罗泽斯（43°48'28"N, 0°22'13"E）面积10.74 平方千米，位于法国奧克西塔尼大區热尔省，该省份为法国西南部内陆省份，北起顺时针与洛特-加龙省、塔恩-加龙省、上加龙省、上比利牛斯省、大西洋比利牛斯省和朗德省接壤。
与罗泽斯接壤的市镇（或旧市镇、城区）包括：博凯尔、伯佐勒、博纳、卡斯泰拉-韦尔迪藏、马朗巴、巴伊斯河畔圣保罗、维克弗藏萨克。

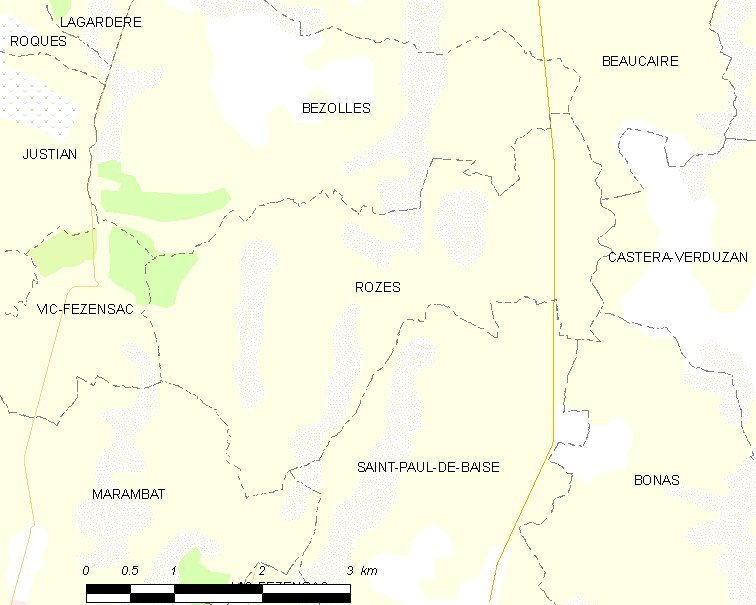
罗泽斯的OSM定位图

罗泽斯的时区为UTC+01:00、UTC+02:00（夏令时）。

## 行政
罗泽斯的邮政编码为32190，INSEE市镇编码为32352。

## 政治
罗泽斯所属的省级选区为弗藏萨克县。

## 人口

1962-2008年间罗泽斯人口变化图示

罗泽斯于2022年1月1日时的人口数量为113人。